# Kovel (kleding)

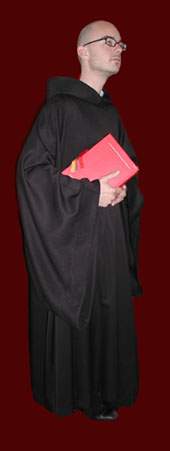
Een kluisbroeder in kovel

De kovel is het wijde gewaad dat bepaalde rooms-katholieke monniken dragen tijdens de grote getijden.
Het hoort bij de contemplatieve kloosterorden. Traditioneel dragen Benedictijnen een zwarte en Cisterciënzers een witte kovel. Kartuizers daarentegen dragen geen kovel.   Typisch voor een kovel is de grote kap die kan worden opgezet en de zeer lange en brede mouwen. Tijdens eucharistievieringen dragen de celebrerende en concelebrerende priester een eenvoudiger model dat meer op de albe is geïnspireerd. De kovel wordt enkel gedragen door kloosterlingen die hun plechtige (eeuwige) geloften hebben gedaan. Ingeklede novicen en tijdelijk geprofesten dragen een zwarte of witte pluviale.
Indien leden van actieve congregatie specifieke kledij dragen in de getijden is dit meestal een koorhemd. De meeste verkiezen echter voor het getijdengebed hun normale kledij (clergie of burgerkledij). Karmelieten dragen in plaats van een kovel een eenvoudige witte pluviale.